# Al-Bādschī
Abū l-Walīd Sulaimān ibn Chalaf al-Bādschī (arabisch أبو الوليد سليمان بن خلف الباجي, DMG Abū l-Walīd Sulaimān ibn Ḫalaf al-Bāǧī; geboren im Juni/Juli 1013; gestorben 21. Dezember 1081 in Almería) war ein arabischer Hadith-Gelehrter, Rechtstheoretiker und Dichter in al-Andalus zur Zeit der Taifa-Königreiche. Seine geistesgeschichtliche Bedeutung liegt vor allem in seiner Weiterentwicklung des malikitischen Fiqh durch Einführung von neuen Rechtsinstrumenten und texthermeneutischen Methoden, die er auf einer längeren Reise in den Orient kennengelernt hatte. Aufgrund seiner Kombination von umfassender Hadith-Kenntnis, rationaler Spekulation und Argumentationsstärke wird al-Bādschī auch in der heutigen islamischen Welt noch sehr geschätzt. Viele seiner Werke sind in modernen Druckausgaben zugänglich gemacht worden.

## Leben

### Herkunft und Jugendzeit
Al-Bādschīs mütterliche Familie stammte aus Badajoz. Sein mütterlicher Großvater, ein Rechtsgelehrter, dessen Name mit Muhammad ibn Mauhab. bzw. Abū Bakr al-Qabarī angegeben wird, zog zu unbekanntem Zeitpunkt nach Córdoba um. Al-Bādschīs Vater lebte ursprünglich in der Stadt Beja im heutigen Tunesien und war als Kaufmann tätig. Im Rahmen seiner Geschäfte reiste er regelmäßig nach al-Andalus. In Córdoba besuchte er ein Jahr lang den Unterricht al-Qabarīs und heiratete dann seine Tochter, die ihm Abū l-Walīd und zwei andere Söhne gebar.
Unklar ist, ob al-Bādschī nach der nordafrikanischen Heimatstadt seines Vaters benannt ist oder nach der gleichnamigen Stadt Beja bei Sevilla. Während Ibn ʿAsākir Ersteres annimmt, weisen andere arabische Autoren darauf hin, dass al-Bādschīs mütterliche Familie vor der Umsiedlung nach Córdoba eine Zeitlang in Beja bei Sevilla lebte und beziehen al-Bādschīs Nisba dementsprechend auf diese Stadt.
Gemäß einer handschriftlichen Notiz seiner Mutter, die selbst eine Rechtsgelehrte war, wurde al-Bādschī im Dhū l-Hiddscha des Jahres 403 (= Juni/Juli 1013 n. Chr.) geboren. Er wuchs in Córdoba auf und studierte bei verschiedenen Lehrern, darunter seinem mütterlichen Onkel Abū Schākir al-Qabarī. Er befasste sich zunächst vor allem mit Adab und Dichtung und machte sich damit einen Namen. Später verlagerte sich sein Interesse jedoch stärker auf die religiösen Wissenschaften.

### Aufenthalt im Orient
1034/35 begab er sich auf eine ausgedehnte Bildungsreise in den Orient. Seine Reise begann im Hedschas, wo er bei verschiedenen Lehrern studierte und vier Mal am Haddsch teilnahm. Seine wichtigsten Lehrer waren Ibn Muhriz (gest. 1058) und der aschʿaritische Hadith-Gelehrte Abū Dharr al-Harawī (gest. 1042/3), der eine arabische Ehefrau geheiratet hatte und bei ihrer Familie im Sarāt-Gebirge südlich von Mekka wohnte. Al-Bādschī verbrachte drei Jahre in seinem Dienst und hörte bei ihm Hadith, so zum Beispiel den vollständigen Sahīh al-Buchārī. Ein Großteil der Handschriften des Werks, die später im Maghreb im Umlauf waren, stammten von der Version des Werkes ab, die al-Bādschī von Abū Dharr erhalten hatte und später in al-Andalus einführte.
Nach dieser Zeit zog er nach Bagdad, wo er weitere drei Jahre mit Hadith- und Fiqh-Studien verbrachte und zu seinem Lebensunterhalt als Nachtwächter arbeitete. Unter seinen Lehrern waren die Rechtsgelehrten Abū l-Fadl ibn ʿAmrūs (gest. 1060/61), das Oberhaupt der Malikiten, Abū t-Taiyib at-Tabarī (gest. 1058/59), Oberhaupt der Schafiiten, der Qādī Abū ʿAbdallāh as-Saimarī (gest. 1044/45), Oberhaupt der Hanafiten, sowie der Schafiit Abū Ishāq asch-Schīrāzī (gest. 1083/84), bei dem er vor allem Rechtstheorie studierte.
Anschließend reiste al-Bādschī nach Mosul, wo er für ein Jahr bei Abū Dschaʿfar as-Simnānī (gest. 1052/53), einem Schüler von al-Bāqillānī, rationale Wissenschaften (ʿaqlīyāt) studierte und sich in der Hadith-Kritik (ʿilal al-ḥadīṯ), in der Lösung schwieriger Rechtsfragen und im Kalām hervortat. Weitere Stationen seiner Reise waren Damaskus, Sidon, und Aleppo, wo er ein Jahr lang als Qādī arbeitete. Ibn Bassām überliefert in seinem Hauptwerk ein Lobgedicht al-Bādschīs auf den Mirdāsiden-Prinzen Muʿizz ad-Daula Thimāl, der im Jahre 1042 Aleppo einnahm.

### Nach der Rückkehr: Beziehungen zu den Herrschenden
Nach seiner Rückkehr nach al-Andalus im Jahre 1047/48 verdiente al-Bādschī zunächst eine Zeit lang sein Geld mit der Herstellung von Goldplättchen für Brokatstoffe und dem Zusammenbinden von Dokumenten. Als sein Ansehen als Gelehrter wuchs, „winkten ihm die weltlichen Güter zu“ (haiyatat ad-dunyā bi-hī). Die führenden Persönlichkeiten nahmen ihn in ihre Dienste und machten ihm Geschenke. Einige von ihnen beauftragten ihn mit der Führung ihrer Korrespondenz und zahlten ihm Lebensunterhalt, so dass er bis zu seinem Tod über ausreichend Geld verfügte. Al-Bādschī reiste häufig zwischen den Orten Saragossa, Valencia, Murcia und Dénia hin und her. An mehreren Orten übernahm al-Bādschī auch das Qādī-Amt. Wenn die Orte zu klein für ihn waren, um selbst dort das Qādī-Amt bekleiden, wie zum Beispiel Orihuela, schickte er dort Stellvertreter hin. Insbesondere der Hūdide al-Muqtadir, der von 1049 bis 1082 in Saragossa herrschte, entlohnte ihn großzügig für seine Dienste als Qādī und politischer Vermittler.
Al-Bādschī unternahm auf seinen Reisen auch Versuche, zwischen den Taifa-Königen Frieden zu stiften, doch brachten seine diesbezüglichen Bemühungen keinen Erfolg.

### Auseinandersetzungen mit anderen Gelehrten
Auch besuchte al-Bādschī Mallorca, wo er mehrere öffentliche Disputationen mit dem zāhiritischen Gelehrten Ibn Hazm hatte, der hier die Führung unter den Gelehrten innehatte. Al-Bādschī trieb ihn bei den öffentlichen Disputationen so sehr in die Enge, dass Ibn Hazm sich geschlagen geben musste und die Insel verließ.
Wegen seines häufigen Umgangs mit den Herrschenden gab es viel böses Gerede über al-Bādschī. In Dénia, wo al-Bādschī ebenfalls tätig war, hatte er eine Auseinandersetzung mit dem Gelehrten Abū Bakr Ibn as-Sā'igh, der ihn des Unglaubens beschuldigte, weil er einen Hadith aus dem Sahīh al-Buchārī, in dem davon berichtet wird, dass der Prophet während der Expedition nach al-Hudaibiya etwas niedergeschrieben hatte, wörtlich auslegte. Da dieser Hadith im Widerspruch zu der Lehre von der Illiteralität des Propheten Mohammed steht, die aus Sure 29:48 und 62:2 abgeleitet wird, warf Ibn as-Sā'igh ihm vor, die Wahrhaftigkeit des Korans in Frage zu stellen. Die Kontroverse schlug hohe Wellen in al-Andalus, man hetzte die Volksmassen auf ihn, und die Prediger sprachen darüber beim Freitagsgebet. Der Dichter ʿAbdallāh ibn Hind dichtete ein Spottgedicht über ihn, in dem er ihn nicht nur ketzerischer Lehren beschuldigte, sondern sich auch formal von ihm lossagte und ihm vorwarf, anders als es der Koran (Sure 4:74) fordert, das Anrecht auf das Jenseits für das Diesseits verkauft zu haben.
Al-Bādschī sah sich deswegen gezwungen, seine Position zu der Frage in einem Sendschreiben zu erläutern. In diesem Text versuchte er, deutlich zu machen, dass Mohammeds Schreibfähigkeit bei al-Hudaibiya den Wundercharakter des Korans nicht beeinträchtigte, und trug den Gedanken vor, dass diese situative Schreibfähigkeit Mohammeds selbst ein Prophetenwunder (muʿǧiza) darstelle.

### Ende
Am Ende seines Lebens unternahm al-Bādschī noch eine diplomatische Mission nach Almería, um die Taifa-Könige zu einem gemeinsamen Vorgehen gegen die Christen und einer Zusammenarbeit mit den Almoraviden anzuhalten. Doch starb er, bevor er sein Ziel erreichen konnte, am 17. Radschab 474 (= 21. Dezember 1081).
Al-Bādschī hatte zahlreiche Schüler, darunter Abū ʿAlī as-Sadafī (gest. 1120), at-Turtūschī (gest. 1126), und al-Humaidī (gest. 1095). Sein Sohn und Schüler Abū l-Qāsim Ahmad (gest. 1099/1100) trat als Usūl-Gelehrter, Theologe und Polemiker seine Nachfolge an. Ein weiterer Sohn namens Abū l-Hasan Muhammad war schon zu Lebzeiten al-Bādschīs in Saragossa gestorben.

## Werke
Al-Bādschī hat mindestens vierzig Werke abgefasst, von denen die meisten die Gebiete Fiqh, Usūl al-fiqh und Hadith behandeln. In der jüngeren Vergangenheit haben besonders die folgenden Werke viel Aufmerksamkeit erhalten:
- Iḥkām al-fuṣūl fī aḥkām al-uṣūl, Abhandlung über Usūl al-fiqh,
- Kitāb al-Išāra fī maʿrifat al-uṣūl wa-l-waǧāza fī maʿnā d-dalīl, weitverbreitete Zusammenfassung des vorangehenden Werks,
- Kitāb al-Ḥudūd fī uṣūl al-fiqh, Definitionen von Begriffen aus dem Bereich der Usūl al-fiqh (Ed. Muṣṭafā al-Azharī, Riad 2008).
- Kitāb al-taʿdīl wa-l-taǧrīḥ li-man ḫarraǧa ʿanhu al-Buḫārī fī l-Ǧāmiʿ aṣ-ṣaḥīḥ, kritische Behandlung der Traditionarier, auf die sich al-Buchārī in seinem Sahīh stützt. Das Werk wurde von Aḥmad Labzār in drei Bänden ediert (Rabat 1991).
- Al-Muntaqā fī ṣarḥ al-Muwaṭṭaʾ fī l-fiqh wa-l-maʿānī, Kommentar zu dem Muwaṭṭaʾ von Mālik ibn Anas. Die moderne Druckausgabe von Muḥammad Tāmir (Kairo 2004) umfasst zehn Bände. Al-Maqqarī lobte das Werk als „das beste Buch, das jemals in der malikitischen Rechtsschule abgefasst wurde, weil er darin die Hadithe des Muwaṭṭaʾ erklärt und die jeweils davon abgeleiteten Normen ausführt“.[25]
- Fuṣūl al-aḥkām wa-bayān mā maḍā bihi l-ʿamal ʿinda l-fuqahāʾ wa-l-ḥukkām Abhandlung zum Fiqh,
- Kitāb al-Minhāǧ fī tartīb al-ḥiǧāǧ, über die Kunst der Argumentation im Zusammenhang mit der islamischen Rechtstheorie,
- Ǧawāb li-risālat ar-rāhib min Afransa, Widerlegung der Argumente eines französischen Mönchs, der einen Brief an al-Muqtadir, den Emir von Saragossa, gesandt und ihn darin aufgefordert hatte, zum Christentum zu konvertieren,
- Waṣīya li-waladaihi, ethische und religiöse Ermahnungen an seine beiden Söhne, in der Form eines moralischen Testaments.